# Cyclophora quadrannulata
Cyclophora quadrannulata là một loài bướm đêm trong họ Geometridae.